# Blade & Bastard
Blade & Bastard (ブレイド＆バスタード?, Bureido & Basutādo) è una serie di light novel scritta da Kumo Kagyu e illustrata da so-bin, basata sulla serie di videogiochi di ruolo Wizardry. I volumi vengono pubblicati dal 9 dicembre 2022 dalla casa editrice Drecom Media sotto l'etichetta DRE Novels. Un adattamento manga disegnato da Makoto Fugetsu viene serializzato online sul sito DRE Comics di Drecom Media dal 23 giugno 2023. È stato annunciato un adattamento anime.

## Trama
Nel profondo e inesplorato labirinto, un luogo infestato da mostri e insidie, viene scoperto un cadavere che non dovrebbe esistere. Iarumas, un avventuriero resuscitato dal Tempio della Resurrezione, ha perso completamente la memoria della sua vita precedente e trascorre le sue giornate esplorando il dungeon per recuperare i corpi degli avventurieri caduti. Il suo scopo è capire se anche loro possono essere riportati in vita o se, come teme, finiranno ridotti in cenere sull'altare divino. Nonostante le sue abilità gli valgano un certo rispetto, Iarumas è visto con diffidenza per il suo atteggiamento freddo e pragmatico, e vive isolato, frequentando quasi esclusivamente i morti. La sua esistenza cambia radicalmente quando incontra Garbage, una giovane spadaccina selvaggia e l'unica sopravvissuta di un gruppo massacrato. Insieme, i due si addentrano sempre più in profondità nel labirinto, affrontando mostri, trappole e il pericolo di una morte definitiva, alla ricerca di indizi sul passato di Iarumas e della verità nascosta nel dedalo oscuro.

## Media

### Light novel
La serie, scritta da Kumo Kagyu e illustrata da so-bin, è pubblicata dal 9 dicembre 2022 da Drecom Media sotto l'etichetta DRE Novels. Al 10 giugno 2025 sono stati pubblicati 5 volumi. I volumi della serie sono disponibili simultaneamente in inglese in formato digitale da J-Novel Club, mentre le edizioni cartacee sono pubblicate da Yen Press. 
| Nº | Titolo italiano (traduzione letterale) Giapponese 「Kanji」 - Rōmaji                                                                       | Data di prima pubblicazione            | Data di prima pubblicazione |
| Nº | Titolo italiano (traduzione letterale) Giapponese 「Kanji」 - Rōmaji                                                                       | Giapponese                             |                             |
| 1  | La cenere è calda, il labirinto è oscuro 「灰は暖かく、迷宮は仄暗い」 - Hai wa atatakaku, meikyū wa honogurai                              | 9 dicembre 2022 ISBN 978-4-434-31101-7 |                             |
| 2  | Il campo di prova di struttura metallica, il drago della morte rossa 「鉄骨の試練場、赤き死の竜」 - Tekkotsu no shiren-ba, akakishi no ryū | 9 giugno 2023 ISBN 978-4-434-31878-8   |                             |
| 3  | Il ritorno del cavaliere di diamante 「金剛石の騎士の帰還」 - Kongōseki no kishi no kikan                                                  | 8 dicembre 2023 ISBN 978-4-434-33013-1 |                             |
| 4  | Racconti di avventure nella città-labirinto 「迷宮街冒険奇譚」 - Meikyū-gai bōken kitan                                                    | 10 luglio 2024 ISBN 978-4-434-34124-3  |                             |
| 5  | Trascina via il suo cadavere 「奴の屍を曳いてゆけ」 - Yatsu no shikabane o hiite yuke                                                      | 10 giugno 2025 ISBN 978-4-434-35881-4  |                             |

### Manga

Copertina del primo volume dell'edizione italiana, raffigurante i protagonisti Iarumas (a sinistra) e Garbage (a destra)

Un adattamento manga disegnato da Makoto Fugetsu ha iniziato la pubblicazione con un "capitolo 0" sul sito web DRE Comics di Drecom Media il 7 giugno 2023. La serializzazione vera e propria è iniziata il 23 giugno successivo. I capitoli vengono raccolti in volumi tankōbon a partire dal 25 ottobre 2023. Al 20 giugno 2025 sono stati pubblicati 6 volumi.
In Italia la serie viene pubblicata da Panini Comics sotto l'etichetta Planet Manga a partire dal 21 novembre 2024. La serie viene distribuita anche negli Stati Uniti da Yen Press.
| 1 | 25 ottobre 2023 | ISBN 978-4-434-32634-9 | 21 novembre 2024 | ISBN 979-12-21901-03-0 |
| 1 | Capitoli - 1. Iarumas (1) (イアルマス 1?, Iarumasu 1) - 2. Iarumas (2) (イアルマス 2?, Iarumasu 2) - 3. Raraja (1) (ララジャ 1?, Raraja 1) - 4. Raraja (2) (ララジャ 2?, Raraja 2) - 0. All Stars (オールスターズ?, Ōru Sutāzu) - Racconto breve. Prima dell'avventura, in taverna... (冒険の前酒場にて?, Bōken no mae sakaba nite) |                        |                  |                        |
| 2 | 22 dicembre 2023 | ISBN 978-4-434-32637-0 | 23 gennaio 2025  | ISBN 979-12-21908-18-3 |
| 2 | Capitoli - 6. Raraja (3) (ララジャ 3?, Raraja 3) - 7. Scale (1) (スケイル 1?, Sukeiru 1) - 8. Scale (2) (スケイル 2?, Sukeiru 2) - 9. Scale (3) (スケイル 3?, Sukeiru 3) - Racconto breve. Status (ステータス?, Sutētasu) |                        |                  |                        |
| 3 | 24 maggio 2024 | ISBN 978-4-434-33869-4 | 2 maggio 2025    | ISBN 979-12-21913-21-7 |
| 3 | Capitoli - 9. Garbage (1) (ガーベイジ 1?, Gābeiji 1) - 10. Garbage (2) (ガーベイジ 2?, Gābeiji 2) - 11. Garbage (3) (ガーベイジ 3?, Gābeiji 3) - 12. Ainikki (アイニッキ?, Ainikki) - Interludio. Wizardry (ウィザードリィ?, Uizādoryi) - Racconto breve. Un soffice giaciglio (簡易寝台?, Kan’i shindai)                           |                        |                  |                        |
| 4 | 25 ottobre 2024 | ISBN 978-4-434-34538-8 | 12 giugno 2025   | ISBN 979-12-21918-18-2 |
| 4 | Capitoli - 13. Berkanan (1) (ベルカナン 1?, Berukanan 1) - 14. Berkanan (2) (ベルカナン 2?, Berukanan 2) - 15. The Edge of Town (エッジ・オブ・タウン?, Ejji obu Taun) - Racconto breve. Your Entire Party Has Been Slaughtered! (冒険者たちは 全員 虐殺された!?, Boukensha-tachi wa zen’in gyakusatsu sareta!)                     |                        |                  |                        |
| 5 | 19 marzo 2025 | ISBN 978-4-434-35419-9 | ottobre 2025     | —                      |
| 5 | Capitoli - 16. (ドラゴンスレイヤー 1?, Doragon Sureiyā 1) - 17. (ドラゴンスレイヤー 2?, Doragon Sureiyā 2) - 18. (アドベンチャラーズ・イン?, Adobencharāzu In) - Racconto breve. (益体もない話?, Matai mo nai hanashi) |                        |                  |                        |
| 6 | 20 giugno 2025 | ISBN 978-4-434-35993-4 | —                | —                      |
| 6 | Capitoli - 19. (ホークウィンド?, Hōkuindo) - 20. (ダンジョン・アンド…… 1?, Danjon ando…… 1) - 21. (ダンジョン・アンド…… 2?, Danjon ando…… 2) - Racconto breve. (一炊の夢?, Issui no yume) |                        |                  |                        |

#### Capitoli non ancora in formatotankōbon
Questa lista è suscettibile di variazioni e potrebbe essere incompleta o non aggiornata.

### Anime
Un adattamento anime è stato annunciato il 20 ottobre 2024.